# Tanfield Valley

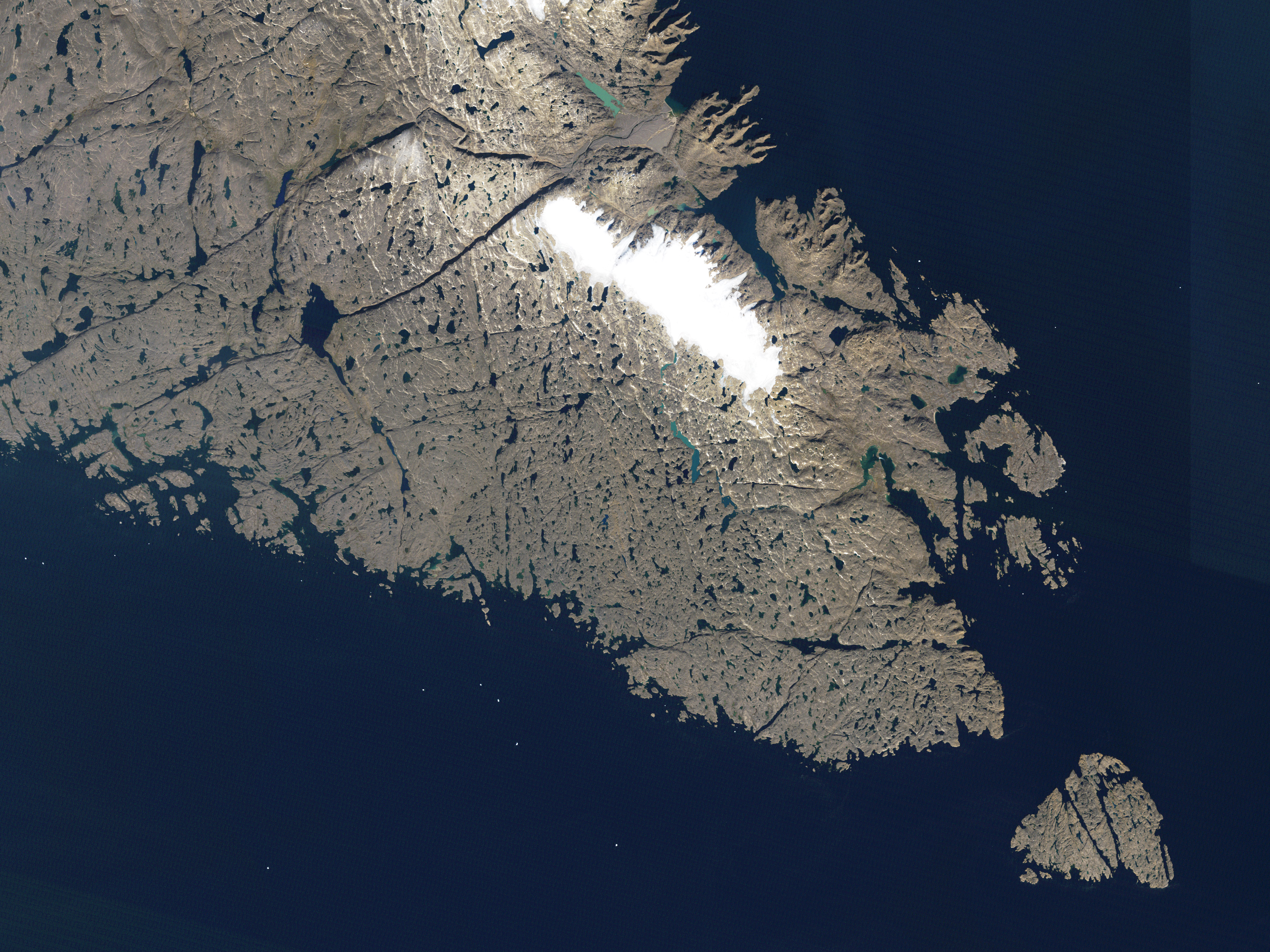
Południowy kraniec Ziemi Baffina, gdzie znajduje się Tanfield Valley

Tanfield Valley – stanowisko archeologiczne położone na południowym krańcu Ziemi Baffina w Kanadzie. Odnalezione przedmioty wskazują, że mogła to być osada wikińska. 
Podczas wykopalisk w ruinach wielowiekowego budynku zespół kierowany przez profesor Patricię Sutherland z Memorial University of Newfoundland odkrył osełki z rowkami noszącymi ślady miedzianych narzędzi wytwarzanych przez wikingów, ale nieznanych rdzennym mieszkańcom Arktyki.
Sutherland po raz pierwszy zainteresowała się tym stanowiskiem w 1999 roku, kiedy to zbadała dwa fachowo splecione kawałki sznurka odkryte wcześniej przez innego archeologa i przechowywane w kanadyjskim muzeum cywilizacji w Gatineau. Zauważyła, że nici nie przypominają tych wytwarzanych przez mieszkańców Arktyki, lecz zostały wykonane techniką stosowaną przez wikińskie kobiety zamieszkujące Grenlandię. Odkrycie to skłoniło Sutherland do przyjrzenia się innym kolekcjom muzealnym w poszukiwaniu nordyckich artefaktów z wyspy Baffina oraz pozostałych miejsc. Dzięki temu znalazła więcej kawałków wikińskiej przędzy i pomniejszych artefaktów. Pochodziły one z czterech miejsc, które ulokowane były od północnej części wyspy Baffina do północnego Labradoru. Sutherland postanowiła ponownie rozpocząć wykopaliska w najbardziej obiecującym miejscu, znanym jako Tanfield Valley na południowo-wschodnim wybrzeżu wyspy Baffina. W latach sześćdziesiątych XX wieku amerykański archeolog Moreau Maxwell odkopał tam fragment kamiennego budynku, który opisał jako „bardzo trudny do zinterpretowania”. Sutherland podejrzewała, że konstrukcję tę zbudowali wikingowie. W 2001 roku zespół pod jej przewodnictwem rozpoczął eksplorację Tanfield Valley, co doprowadziło do odkrycia wielu przedmiotów wskazujących na obecność wikingów w tym miejscu. Były to m.in. fragmenty skór ze szczurów, łopata fiszbinowa podobna do tych używanych przez osadników wikińskich na Grenlandii do krojenia darni, starannie wycięte i ukształtowane kamienie, a także więcej przędzy i osełek. Ponadto dokładniejsze badania budowli wykazały, że ruiny są bardzo podobne do niektórych wikińskich zabudowań na Grenlandii.
Jednakże niektórzy badacze Arktyki pozostali sceptyczni wobec tych odkryć wskazując, że większość wykonanych dat radiowęglowych sugeruje, że Tanfield Valley było zamieszkane na długo przed pojawieniem się wikingów w Nowym Świecie. Według Sutherland na badanym terenie znajdują się ślady z kilku zasiedleń, a jedna z dat wskazuje, że Tanfield Valley było zasiedlone w XIV wieku, kiedy to nordyccy osadnicy zajmowali się połowem ryb wzdłuż wybrzeża pobliskiej Grenlandii.
Badaczka spekuluje, że mogli oni podróżować do kanadyjskiej Arktyki w poszukiwaniu zasobów, które były cenione w ówczesnej Europie, takich jak: kości morsów czy futra arktycznych zwierząt. Wskazuje też, że mogli oni prowadzić handel wymienny z kulturą Dorset, która zamieszkiwała tamtejsze tereny. 